# Gérard Lanvin (sculpteur)
Pour les articles homonymes, voir Gérard Lanvin (homonymie).
 (novembre 2015).
Si vous disposez d'ouvrages ou d'articles de référence ou si vous connaissez des sites web de qualité traitant du thème abordé ici, merci de compléter l'article en donnant les références utiles à sa vérifiabilité et en les liant à la section « Notes et références ».
Gérard Lanvin est un sculpteur français, né le 25 février 1923 à Dijon (Côte-d'Or) et mort le 29 juin 2018 à Courbevoie.

## Biographie
Gérard Lanvin reçoit une formation artistique par le médailleur Ovide Yencesse et suit des études d'histoire de l'art à l'université de Dijon. Entre 1941 et 1943 il est élève à l'École nationale supérieure des arts décoratifs de Paris dans l'atelier de Paul Niclausse). 
En 1943, il effectue une première approche de la sculpture lapidaire dans les carrières de Comblanchien (Côte-d'Or). La même année, à l’Académie Ranson de Paris, il devient l'élève d’Emmanuel Auricoste et de Paul Couturier. 
Combattant de la Seconde Guerre mondiale, il reçoit la croix de guerre 1939-1945.
En 1944, il débute au Salon des Tuileries. Le prix Fénéon de sculpture lui est décerné en 1953. Cette même année, il acquiert son premier atelier à Paris et fait de nombreuses rencontres avec, entre autres, Constantin Brancusi, Germaine Richier, Alberto Giacometti et Jean Carton.
De 1957 jusqu'au début des années 1960, il expose ses œuvres, notamment au musée Grimaldi d’Antibes (où il fut en résidence de 1954 à 1960), au Salon de la Jeune sculpture, au Salon de mai et, avec plusieurs de ses confrères, chez Jacques Massol et à la galerie Claude Bernard à Paris.
De 1959 à 1973, il se consacre également à la restauration d’ornements et d’œuvres sculptées, manière d'apprendre à regarder un monde au milieu duquel nous baignons encore sans l'avoir assez vu, même si nous en sommes nourris. C'est ainsi qu'il se lance dans de grandes campagnes de restauration pour les monuments historiques. Il œuvre à Paris pour le Palais Brongniart, le Palais Garnier, l'Assemblée nationale, l'Institut de France, le Palais du Luxembourg, la Cour Carrée du Louvre, et en province pour les églises de Montchauvet (Pays d'Auge), Saint-Lô (Manche), et Gisors (Eure).
De 1970 à 1980, Gérard Lanvin réalise de nombreuses médailles pour la Monnaie de Paris. Il retrouve l’École nationale supérieure des arts décoratifs, en qualité d’enseignant, de 1973 à 1988, tandis que parallèlement, de 1984 à 1988, il donne des cours de modelage à la ville de Paris.
Gérard Lanvin est élu à l'Académie des beaux-arts, au fauteuil de Jean Carton, en 1990.

## Œuvres monumentales
- La Main, sculpture réalisée pour le centre EDF de Saint-Chamas (Bouches-du-Rhône), en collaboration avec Claude Mary
- Plusieurs commandes de la Ville de Reims :
- 1975 : Sculpture en pierre blanche de Saint-Maximin à l'école maternelle Charpentier de Reims.
- 1976 : "l'Oiseau fleur", sculpture en pierre de Lavoux au groupe scolaire Desbureaux de Reims[3].

## Décorations
- Chevalier de l'ordre national du Mérite.
- Officier de l'ordre des Palmes académiques.
- Croix de guerre 1939–1945.

### Iconographie
- Marianne Greenwood, Portrait de Gérard Lanvin, sculpteur, photographie, Antibes, musée Picasso[4]